# Petrosiidae
Famille
Les Petrosiidae sont une famille de spongiaires de l'ordre des Haplosclerida.

## Systématique
La famille des Petrosiidae a été créée en 1980 par le spongiologue néerlandais Rob van Soest.

## Liste des genres
Selon World Register of Marine Species (26 novembre 2021) :
- genre Acanthostrongylophora Hooper, 1984
- genre Neopetrosia de Laubenfels, 1949
- genre Petrosia Vosmaer, 1885
- genre Xestospongia de Laubenfels, 1932